# 橙花水

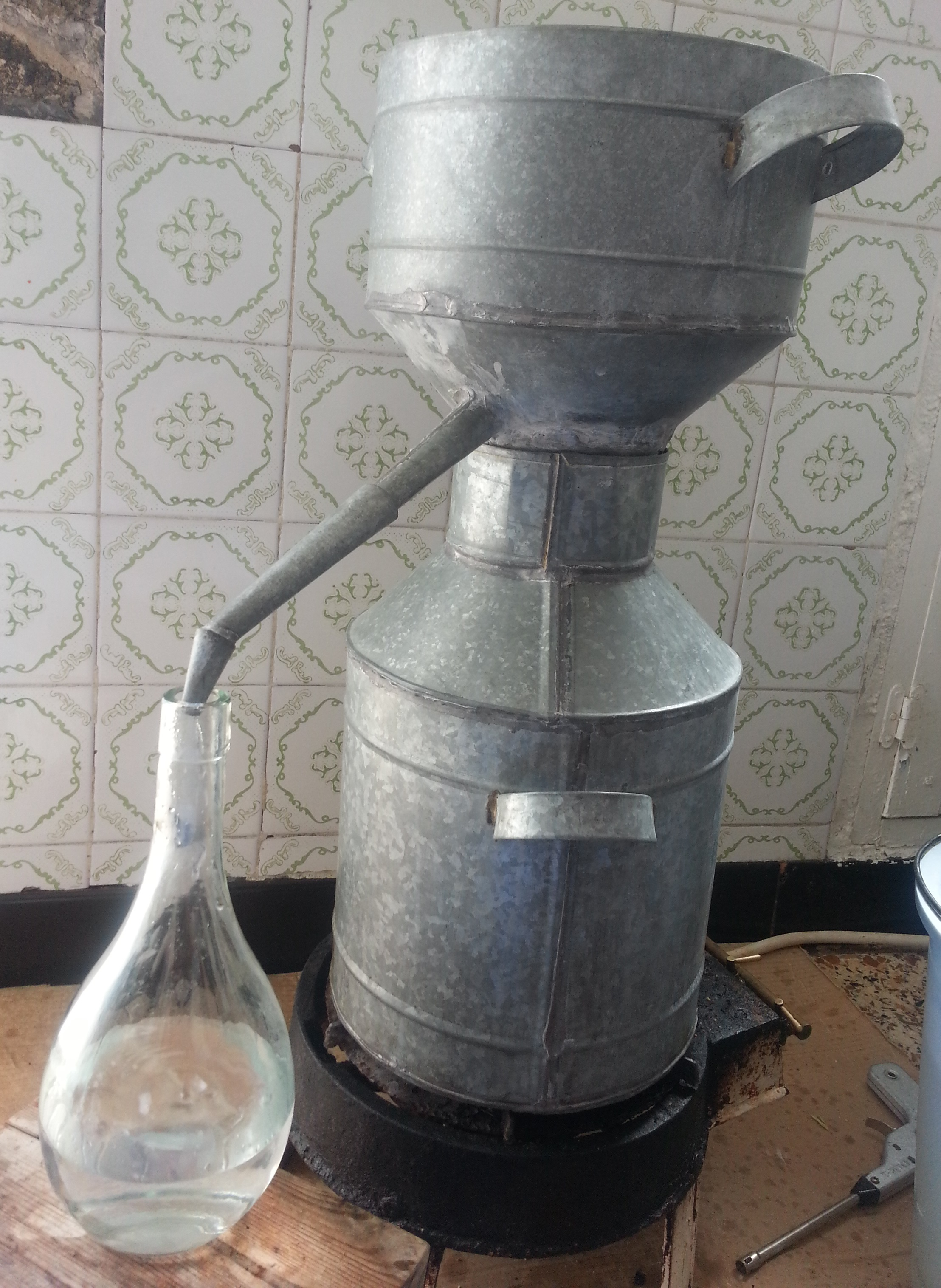
精炼桶里的橘花水

橙花水（英語：orange flower water）是苦橙花的馏出物。它用于中东和北非的烹饪。新鲜的苦橙花精油的蒸馏副产品也是清香的。

## 概述
在中东料理中，使用很多橙花水制作香气浓郁的甜点、布丁。橙花水和蔷薇水常见于中东和土耳其的杂货店或商场。在法国，橙花水和热水及蜂蜜调在一起当做睡前饮料，玛丽·安东尼皇后曾是橙花水的忠实拥护者。橙花水可以作为一种面霜和面膜的基底。